# Drosera miniata
Drosera miniata ist eine fleischfressende Pflanze aus der Gattung Sonnentau (Drosera). Sie gehört zur Gruppe der sogenannten Zwergsonnentaue und ist im südwestlichen Australien heimisch.

## Beschreibung
Drosera miniata ist eine mehrjährige, krautige Pflanze. Diese bildet eine flache, kompakte, rosettenförmige Knospe aus horizontalen Blättern mit einem Durchmesser von etwa 2 cm. Die Sprossachse ist sehr kurz und mit nur mit wenigen oder gar keinen welken Blättern der Vorsaison bedeckt.
Die Knospe der Nebenblätter ist eiförmig, 5 mm lang und 3 mm im Durchmesser an der Basis. Die Nebenblätter selbst sind 2,5 mm lang, 2,5 mm breit und dreilappig. Der mittlere Lappen ist in 3 Segmente unterteilt.
Die Blattspreiten sind annähernd kreisförmig, 1,7 mm lang und 1,5 mm breit. Die längeren Tentakeldrüsen befinden sich am Rand, kürzere in Inneren. Auf der Unterseite befinden sich einige Drüsen. Die Blattstiele besitzen einen löffelförmigen Umriss, sind bis zu 3,5 mm lang, am Ansatz 0,4 mm, erweitern sich bis zur Blattspreite auf 0,7 mm und verjüngen sich danach abrupt auf 0,5 mm. Sie sind wurstförmig mit einer gerundeten Rippe auf der ganzen Länge der Oberseite, nahe der Blattspreite etwas mit Drüsen besetzt und ansonsten völlig unbehaart.
Blütezeit ist Oktober. Der Blütenstand ist 4,5 cm lang und komplett mit winzigen Drüsen besetzt. Der Blütenstand ist ein Wickel aus 5 bis 12 Blüten an rund 2 mm langen Blütenstielen. Die eiförmigen Kelchblätter sind 2,5 mm lang und 1,5 mm breit. Die Spitzen sind gekerbt und mit einigen zylinderförmigen Drüsen besetzt. Die auf der Oberseite orangen (bleiroten), mit rötlichen Venen durchzogenen Kronblätter sind heller und eher rosa auf der Unterseite, celloförmig, 10 mm lang, 6 mm breit an der Spitze, 5 mm in der Mitte und verjüngen sich auf 4 mm an der Basis. Die Basis der Kronblätter bildet einen keilförmigen, schwarzbraunen Finger mit 1 mm Länge.
Die fünf Staubblätter sind 2 mm lang. Die Fäden und die Staubbeutel sind weiß, die Pollen gelb. Der schwarzbraune Fruchtknoten ist muschelförmig, 0,5 mm lang, 1 mm im Durchmesser und papillös. Die 3 ebenfalls schwarzbraunen, horizontal gestreckten Griffel sind 2–3 mm lang, peitschenartig, zylinderförmig und verjüngen sich gleichmäßig bis zur Spitze. Die Narben sind ebenfalls schwarzbraun und einfach geformt.
Typisch für Zwergsonnentaue ist die Bildung von Brutschuppen: Die elliptischen, 0,6 mm dicken Brutschuppen werden gegen Ende November bis Anfang Dezember in großer Zahl gebildet und haben eine Länge von ca. 1 mm und eine Breite von 0,7 mm.

Verbreitung von Drosera miniata in Australien

## Verbreitung, Habitat und Status
Drosera miniata kommt nur auf einer kleinen Fläche im äußersten Südwesten Australiens vor. Die Pflanze gedeiht dort auf Laterit- und Tonböden oder auf Lehm an Tümpeln im Vorfeld von Granitaufschlüssen in offenem Wald oder Heideland.
Bekannte Populationen befinden sich bei Gidgegannup, Toodyay und York (Westaustralien).

## Systematik
Der Name „miniata“ kommt aus dem Lateinischen und bedeutet „Die Winzige“ (minimus = winzig).